# Adel Messaoudi
Adel Messaoudi (en arabe : عادل مسعودي) est un footballeur algérien né le 8 juin 1989 à la Casbah d'Alger. Il évolue au poste d'arrière droit au RC Kouba.

## Biographie
Il évolue en première division algérienne avec les clubs de l'USM Alger, de l'USM El Harrach, du CR Belouizdad et du RC Relizane. Il dispute 59 matchs en Ligue 1.